# Esocidae
Famille
Les Esocidae sont une famille monotypique de poissons actinoptérygiens.

## Liste des genres
Selon FishBase, ITIS & WRMS :
- genre Esox Linnaeus, 1758